# Sinopesa sinensis
Ne doit pas être confondu avec Sinopesa chinensis.
Espèce
Synonymes
- Macrothele sinensis Zhu & Mao, 1983
- Raveniola sinensis (Zhu & Mao, 1983)

Sinopesa sinensis est une espèce d'araignées mygalomorphes de la famille des Nemesiidae.

## Distribution
Cette espèce est endémique de Chine. Elle se rencontre au Henan, au Zhejiang et à Pékin.

## Description
La femelle holotype mesure 17,60 mm et le mâle paratype 11,6 mm.

## Systématique et taxinomie
Cette espèce a été décrite sous le protonyme Macrothele sinensis par Zhu et Mao en 1983. Elle est placée dans le genre Raveniola par Song, Zhu et Chen en 1999 puis dans le genre Sinopesa par Zonstein et Marusik en 2012.

## Étymologie
Son nom d'espèce, composé de sin[a] et du suffixe latin -ensis, « qui vit dans, qui habite », lui a été donné en référence au lieu de sa découverte, la Chine.

## Publication originale
- Zhu & Mao, 1983 : A new species of spider of the genus Macrothele from China (Araneae: Dipluridae). Journal of the Bethune Medical University, vol. 9, suppl., p. 623-641.